# Герб Коропа
Герб Ко́ропа — официальный геральдический символ посёлка Короп Черниговской области.

## История
Герб Коропу был предоставлен в начале XVIII века (по другим данным — в XVII веке). Является гласным гербом, указывая на название города — на голубом поле изображён серебряный карп под золотой короной. На печати Коропской сотни 1733 года в центре нарисован карп, плывущий вверх, сверху — корона. Изображение дополняют две шестиугольные звезды и растительный орнамент по краям. 4 июня 1782 года герб был официально утверждён без значительных изменений — на лазурном поле изображён серебряный карась (карп), над ним — золотая корона.
В проекте Бернгарда Кёне 1865 года глаза, плавники и хвост рыбы поданы красным цветом, корона охарактеризована, как дворянская. В верхнем углу гербового щита помещён герб Черниговской губернии. Щит увенчан городской короной и обрамлён двумя колосьями, перевязанными Александровской орденской лентой.
При советской власти герб у Коропа отсутствовал. 24 мая 2001 года решением поселкового совета был утверждён герб, основанный на историческом символе посёлка. Геральдический щит помещён на декоративный картуш и покрыт серебряной городской короной с тремя башенками.